# باول ألفرد فايس
باول ألفرد فايس (بالإنجليزية: Paul Alfred Weiss) (و. 1898 – 1989 م) هو أحيائي من الولايات المتحدة، والنمسا، ولد في فيينا، وكان عضوًا في الأكاديمية الملكية السويدية للعلوم، والجمعية الأمريكية للفلسفة، والجمعية الأميركية لتقدم العلوم، والأكاديمية الأمريكية للفنون والعلوم، والأكاديمية الوطنية للعلوم، والأكاديمية الألمانية للعلوم ليوبولدينا، توفي في وايت بلينس، نيويورك، عن عمر يناهز 91 عاماً.

## التعليم
تعلم في الجامعة التقنية في فيينا.

## جوائز وترشيحات
حصل على جوائز منها:
جوائز
- قلادة العلوم الوطنية (1979)

ترشيحات
- جائزة نوبل في الطب أو علم وظائف الأعضاء (1930)

ترشح لـ:
- جائزة نوبل في الطب أو علم وظائف الأعضاء (1930).[8]